# Honoré-Jean-Aristide Husson

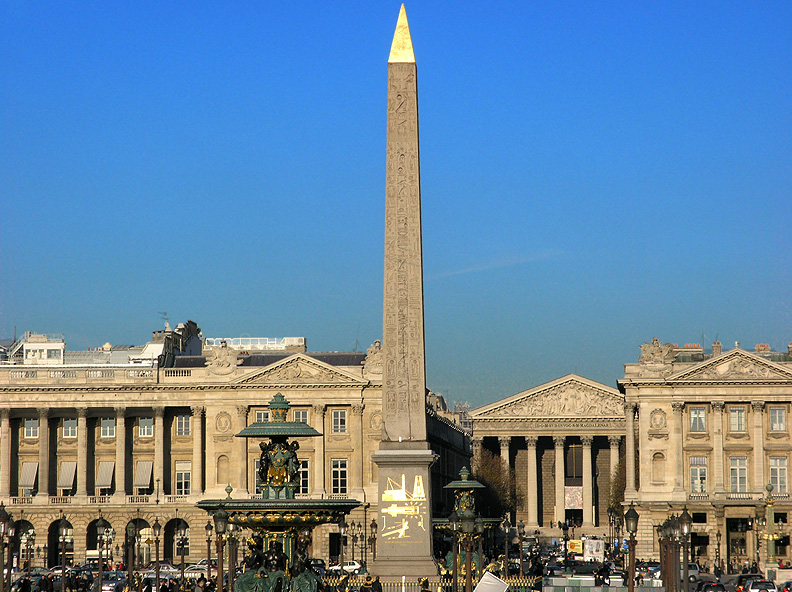
Vista general de la Plaza de la Concordia con las dos fuentes.

Honoré Jean Aristide Husson nacido en París, el 1.ª de julio de 1803, fallecido en Meudon el 30 de julio de 1864 es un escultor académico francés del siglo XIX.

## Datos biográficos
Alumno de David d'Angers.
Obtiene el 2.º Prix de Rome en 1827 y el Primer Gran Prix de Roma en 1830.
De regreso a París, el toma parte en las Exposiciones a partir de 1837 y su estilo academicista le permite obtener una medalla de segunda clase en 1837 y una de primera clase en 1848.
Contrae matrimonio en París el 9 de mayo de 1853 con Sophie Désirée Marie Tremblay.

## Obra
Husson fue por excelencia un escultor oficial y desde su posición obtuvo numerosos encargos oficiales del Estado francés.
- El Ángel de la Guarda ofrece a Dios un pecador arrepentido
- busto de Luis Felipe de la Academia de Verano y Otoño
- busto de Boissy d'Anglas y busto del canciller Dambray en el Ministerio del Interior;
- Margarita de Provenza (1847)de la serie Reinas de Francia y mujeres ilustres para el Jardín de Luxemburgo;
- Eustache Le Sueur (1853) para el Jardín de Luxemburgo;
- Verano y otoño, figuras de una de las fuentes de la plaza de la Concordia (1839);
- estatuas de Voltaire y de Bailly el viejo; Ayuntamiento de París;
- San Bernardo en la Iglesia de la Madeleine
- Gouvion Saint Cyr en el Senado francés
- Ángeles en adoración de Iglesia de San Vicente de Paúl
- Estatua de Clovis en la Iglesia de Santa Clotilde
- Eustache Lesueur, Jacques Sarrazin y el General Desaix en el nuevo Louvre
- Estatua del físico Coulomb para el Conservatoire des Arts et Métiers
- Dagobert para la torre de Saint Germain l'Auxerrois
- San Matías, San Simón y San Judas para la iglesia de Saint Eustache....

Está representado en museos de Auch, Rodez, Chartres, Versailles.

## Galería de imágenes

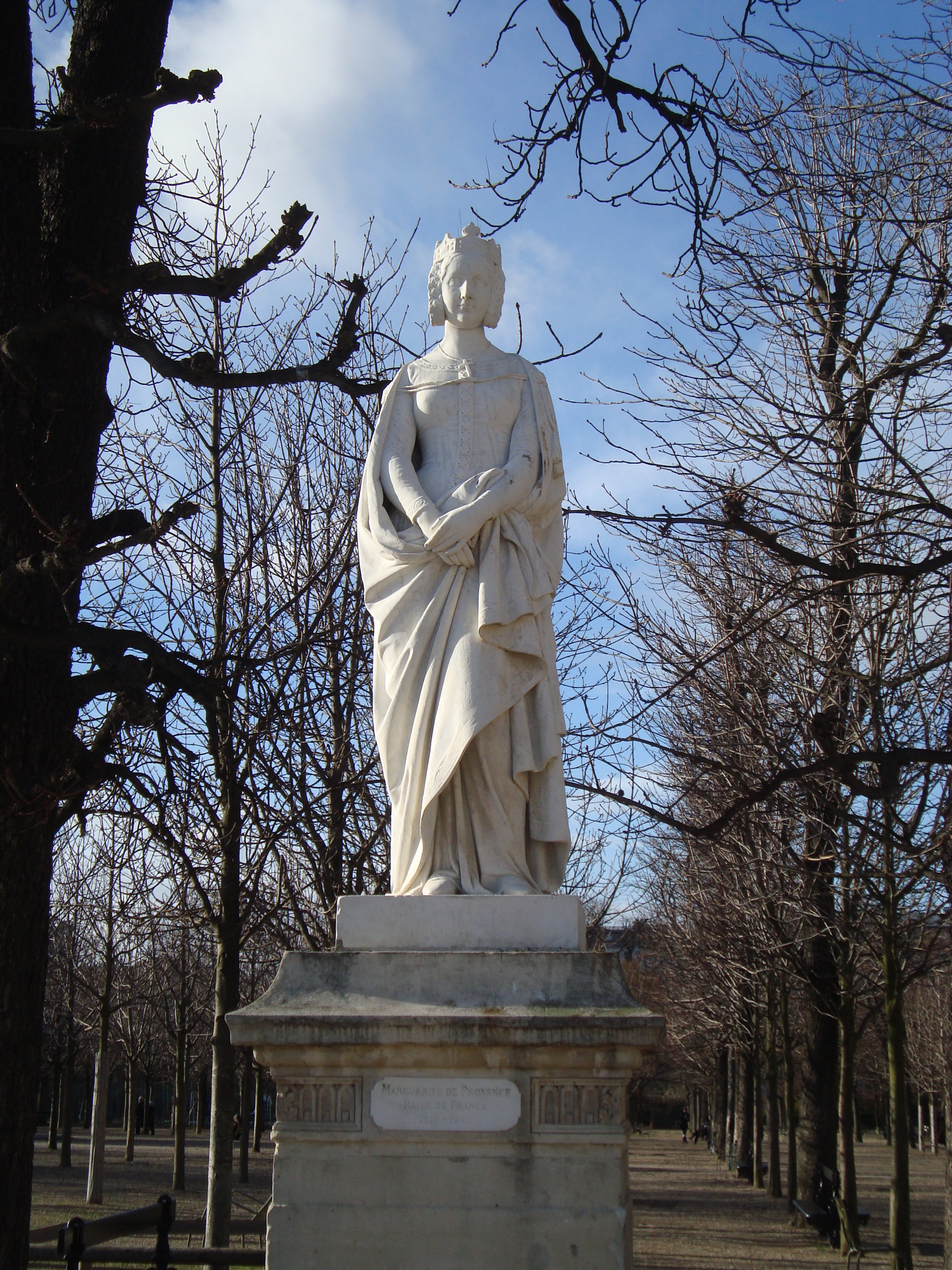
Margarita de Provenza (1847)